# Husitský kostel (Vémyslice)
Husitský kostel (případně také Husův sbor) se nachází v centru městyse Vémyslice. Je kostelem Církve československé husitské, vlastníkem je náboženská obec této církve ve Střelicích u Brna.

## Historie
Kostel byl postaven po roce 1929. Základní kámen kostela byl položen 28. dubna 1929. Kostel je v neutěšeném stavu a je využíván příležitostně.